# Roudolphe Douala
Roudolphe Douala M'Bele (ur. 25 września 1978 w Duali) – kameruński piłkarz  grającym na pozycji pomocnika. Mierzy 176 cm wzrostu.
Karierę zaczynał we francuskim klubie AS Saint-Étienne. Po grze we Francji przeprowadził się do Portugalii i tam reprezentował kilka klubów. Kolejno były to Boavista FC, Desportivo Aves, Gil Vicente, União Leiria i Sporting CP. Następnie reprezentował barwy drużyny z Premier League, Portsmouth F.C., dokąd był wypożyczony z klubu ze stolicy Portugalii. Następnie ponownie grał w Saint-Étienne, a także w Asterasie Tripolis i Plymouth Argyle.